# 巨人のドシン
『巨人のドシン』（きょじんのドシン）は、1999年に任天堂から発売されたNINTENDO 64用テレビゲーム及び、そのシリーズである。

## 概要
アートディンクのディレクターである飯田和敏の『アクアノートの休日』、『太陽のしっぽ』と連なる三部作の最終作品とされている。マリーガルマネジメントの出資を受けてパーラムにより製作されたゲームである。
64DD版のジャンルは自称「アゲ・サ・ゲーム南国風」であり、大まかに言うと『スーパーマリオ64』のように3D空間でキャラクターを操作する要素と、『ポピュラス』のように地形を編集（アゲ・サゲ）して人間達と関わっていく要素で成り立っている。ゲームキューブ版のジャンルは「南国アクション」としている。

### リリース
巨人のドシン1
64DD、ランドネットディディが会員に配布。
巨人のドシン解放戦線 チビッコチッコ大集合
64DD、ランドネットディディが販売。
巨人のドシン
ニンテンドー ゲームキューブ、任天堂が発売。

## ストーリー
熱帯に浮かぶ地図にない島、バルド島。この島には朝日とともに巨人が現れ、夕日と共に消えていく。そのバルド島の島民達と巨人との関わりが本作のストーリーであり、島の傍観者であるソドルにより語られていく。
『巨人のドシン解放戦線 チビッコチッコ大集合』では、巨人が「世界ドシン博覧会」のためにシマユキオ財団に囚われたため、チビッコ達が「巨人のドシン解放戦線（ド解線）」を結成、チッコを駆使してこれを開放する。

## ゲームシステム

### ゲームの目的
巨人は、一日の活動時間の間に「地形を盛り上げたり掘り下げたりする」「島民や木、建物を持ち上げ運ぶ」などの行為を行えるが、特にしなくてはならない目的はなく、ゲームクリアやゲームオーバーはない（例外的に、世界の果てから落ちるとゲームオーバーになる）。日没時間になるとゲームは一旦終了し、その一日の行動が巨人図鑑に記録される。
こういった一日を何日も繰り返すという内容のゲームであるため、自由度が高いゲームだと評されている。ただし、島民がすべての種類のモニュメントを建築すると、その島の物語は終わり、スタッフロールを見て一応のエンディングとなるため、島民にモニュメントを建てさせることが目的であるという見方も出来る。

### 巨人
プレイヤーの分身となる存在。2種類の姿を持ち、ボタンを押す事でいつでも切り替える事が出来る。太陽が昇る時に現れ、沈む時に消える。
ラブ巨人「ドシン」
黄色い身体をした優しい巨人。日の出と共に島に出現する時はこの姿で現れる。物や人を持つことが出来る。
ヘイト巨人「ジャシン」
赤い身体に翼を生やした怒りの巨人。この姿に変身すると周りの景色が赤黒くなり、昼間でも暗い雰囲気に変化する。ドシンと違い、物や人を持つ事が出来ず、代わりに手で地面を叩いたり、衝撃波を出したりするなど、破壊行動を得意とする。島民は姿を見ただけでドクロを出して逃げ出してしまう。翼があるので長距離のジャンプが出来る。移動速度もジャシンの方が速い。
なお、ドシンに対比するジャシンという呼称はGC版で追加された。

### 操作

#### 共通
歩く
コントロールスティックを傾けることで歩ける。少し傾けるとすり足で歩ける。
アゲ
Xボタンを押すと地面を上げることが出来る。大きくなるとより高く、より速く上げる事が出来るようになり、高さによって地面の色が変化する。
サゲ
Yボタンを押すと地面を下げることが出来る。こちらも大きくなるとより低く、より速く下げる事が出来るようになり、下げ続けると海になる。
地面を平らにする
巨人が4回成長すると使えるようになる。XボタンとYボタンを同時に押すことで地面を平らに出来る。
ジャンプ
Bボタンを押すとジャンプが出来る。
カメラ（視点）の移動
Cスティックを傾けると視点を動かすことが出来る。
座る・山からすべり降りる
AボタンとBボタンを同時に押すことで座ることが出来、山で座るとふもとまで滑り降りることが出来る。

#### ドシン
地面をひっぱり上げる
Aボタンを押すと地面をつかみ、ひっぱり上げることが出来る。
持ち上げる
物の前でAボタンを押すと持ち上げることが出来る。巨人が小さいうちはあまり大きなものは持ち上げられないが、大きくなると持ち上げる事の出来るものが増えていく。
ジャシンへの変身
Lトリガーボタンを押すとジャシンに変身出来る。

#### ジャシン
両手パンチ
Aボタンを押すと地面を叩きつける。
衝撃波を放つ
コントロールスティックを傾けながらAボタンを押すと衝撃波を放てる。衝撃波は地形を変える程のエネルギーがある。
ドシンへの変身
Lトリガーボタンを押すとドシンに変身出来る。

### ハート・ドクロ
巨人は、島民と関わることでハートとドクロを得ることができ、どちらかをゲージいっぱいまで溜めると身体が一回り大きくなる。大きくなると様々な作業能力が増強されるが、足元が触れただけで建物を壊したり、知らないうちに島民を踏んで殺してしまったりといった迷惑な要素も増える。
ゲージは数が多い方の感情で上書きされるため、あとハート一つで大きくなれるという所でドクロを拾ってしまったりするとドクロの数だけハートが減ってしまう。
また、行った行為によって島民（集落）からの好感度が変化し、ある程度になると会うだけでハートやドクロを貰えるようになる。
ハートが貰える行為
- はぐれている島民を集落に連れて行く
- 整地や植樹をして、集落の発展に貢献する
- 集落を竜巻や集中豪雨といった災害から守る

ドクロが貰える行為
- 建物を壊す
- 島民を踏む
- 島民を殺す
- ジャシンで島民に会う

### アイテム
木
島内の各地に生えていて、周囲の土地に緑のエネルギーを与える。集落の発展に不可欠なアイテムであり、島民は木の近くに建物を建てる。土地の高さによってスピードは異なるが、木は日々成長していき、最終的には黄色くなって枯れてしまうが水が近くにあると寿命が延びる。また、多数の木を1か所に集めると、古い木が枯れて新しい木と花が生み出される。
緑のエネルギーがないと建物は徐々に壊れていく。
花
集落のモニュメントの建築で使われる。建築が始まったころに花を添えると、多様なモニュメントができるようになる。緑のエネルギーのない土地に置くと消えてしまう。
ボックス
開けると、ハート、ドクロ、島民、木のいずれかが出てくる。
カンザシ
前史時代のモニュメントで、一日の始まりに巨人が現れる場所。自由に持ち運べる。

### 島民
4種類の色違いの島民がおり、それぞれ違った特徴を持っている。島民は集落に住み、近くに木があれば建物を建てて繁殖する。最初は家を建て、家畜を飼い、畑を作り、徐々に風車や砲台といった大きな建造物を作って集落を発展させていく。ちなみに、新しい村を作りたい時は男性と女性を一人ずつ村からある程度離れた場所までつれていき、出会わせると出現させることができる。島民の色は、赤・青・緑・黄の4色。
違う色の島民同士で集落をつくると新しい文化ができ、集落に流れる音楽や作られる建物が変化する。また、巨人に対する感情によっても建造物が変化し、嫌われていると大砲や砦のようなものを作ったり、他の建造物にもトゲをつけて巨人を寄せ付まいとする。
巨人に踏み潰されたり叩き付けられたりすると死んでしまい、その場所に徒花が残る。徒花は次の日になると木に生まれ変わる。

### モニュメント
集落が一定の段階まで発展すると、住民はモニュメントを建てはじめる。この際、多数の木を集めた「楽園」から採れる花を添えると、多様なモニュメントが建築される。花を添えないと「味のないモニュメント（平型ドルメン）」となってしまう。このモニュメントの種類は、島民の種族の組み合わせと、集落の巨人に対する好感度によって変化する。モニュメントが完成すると、祭りが始まり、集落が充分に発展したという証になる。モニュメントは全部で17種類。
最後のモニュメント「バベルの塔」を建てるとカタストロフが起こり、その後に出現するマップをクリアすることでエンディングとなる。

### 災害
竜巻
海から発生する。建物や島民・木を巻きあげる。ジャシンの衝撃波で後退させる事で防ぐ事が出来る。
ノーティ
島民の妬みが生み出したオバケ。木を奪っていく。巨人が8段階以上成長していると、巨大ノーティも出現する。竜巻と同じく、ジャシンの衝撃波で撃退する。
集中豪雨
海から発生する。地面を水没させる。ジャシンの高いジャンプを駆使して頭を当て付ける事で防ぐ。ソドル曰く、「わがまま」であるとの事。
火事
緑のエネルギーが無い土地から発生する。建物や島民・木を焼く。ジャンプで踏み消したり、地面を下げて、水を発生させる事で防ぐ。
噴火
大地のうずき（地面の赤い部分）を踏むと発生。発生すると地面が盛り上がり、火山が出来る。火口から土玉が発生する。ゲーム中では防げないと言ってはいるが、地形や場所によっては集落への被害を防ぐ事が可能で、そもそもうずきの上でジャンプしない限り発生しない。
大地のうずきは海底でも山の上でも出現し、噴火すると巨人の力では変えられない場所の地形も変化させる。
地震
島がある程度発展すると起こる。防げない。

## 64DD版とニンテンドーゲームキューブ版の相違
64DDからGCに移植されるにあたり、グラフィックは全面的に変更された。その他、
- ゲームのスタート地点は64DD版では一定の地点だったが、GC版ではカンザシを移動することにより移動できる。
- GC版では、集落の人たちに好かれているか嫌われているかで建造されるモニュメントが変化するようになった。また、一部のモニュメントは別のものに差し替えられている。
- GC版ではヘイト巨人に羽根がつき、大ジャンプによる移動が可能になった。
- 64DD版では多数の木を一ヶ所に集めた「楽園」からエネルギーを吸収し巨大化できたが、GC版ではできない。
- 島民に男性・女性の区別ができたのはGC版からで、64DD版では性別の区別がなく（全員男性）、1人でも集落を形成することができた。

## 巨人のドシン解放戦線 チビッコチッコ大集合
このソフトは『巨人のドシン1』の補助ディスク（製作者は「1/2ディスク」という呼称を提案していた）として販売されたもので、ゲームキューブ版にはこれに相当するものが存在しない。
『巨人のドシン1』で建ったモニュメントの種類に対応してドシン博会場にはパビリオンが建設されている。そこに一人ずつ居るクイーンコンパニオンの命令通りのプレイを『巨人のドシン1』で行いムービーを鑑賞する許可を得ることと、中央に囚われている巨人にチッコをかけて大きくすることがこのソフトの目的である。この際に『巨人のドシン1』のディスクと本作を交互に出し入れする作業がプレイの一環に組み込まれることから、『巨人のドシン1』のテーマである「アゲ・サゲ」に対比して「ダシ・イレ」をテーマに謳っている。
本作の世界観はとあるチビッコの「夢の中」という設定になっているようで、ゲームはチビッコがベッドに入るところから始まる。画面に表示された大きなハートマークには時間の経過とともにチッコが溜まってゆき、これを博覧会場中央の檻に囲われた巨人めがけてかけてやることで何故か巨人が大きくなるため、これを利用して脱出に導くのだが、ハートマークのゲージからチッコが溢れるとチビッコがおねしょをして夢から覚めてしまいゲームオーバーとなる。
このソフトは「目的が無い」とか「自由度がある」と評された『巨人のドシン1』に目的や不自由を与えるものであるため、その点においてユーザーから面白くないという批判も受けた。しかし説明書（全編にわたって命令形で書かれてある）には、このソフトにより『巨人のドシン1』で遊ぶことが苦しみになるとも書いてあり、このソフトは意図的に「巨人のドシン1」を面白くなくすために作られているものであると推測される。巨人を大きくするために必要なチッコの量が相当なもので、実際に巨人を解放するのには相当な労力を要する点、クイーンコンパニオンから与えられる指令も抽象的かつ非生産的なものが大半である点などからもこうした意図が垣間見られる。しかし、そのことの意味について製作者やプレイヤーによって語られたことは無いようであり、「面白いか面白くないか」ではなく「何故面白くなくしたのか」という視点による評価は未だ存在していないようである。また、実際に購入しプレイしたユーザーが極めて少ないことから、今後もそのような評価が行われる可能性は低い。
ムービーの内容は、巨人とソドルの出会いを描いたアニメーション映画『巨人以上（監督・シナリオ・絵コンテ・キャラクターデザイン：西島大介）』全17話である。観賞する権利を得た直後のほか、64DDの時計機能により30分おきに会場で上映されているのを観ることもできる。
製作された本数が非常に少なく（数百本程度ではないかともいわれている）、入手経路も64DDユーザー（ランドネット会員）が64DDからのみ接続可能なランドネットのホームページから購入する (販売価格3,333円) のみに限られていたため、後にプレミアのついたソフトとしても知られる。
また、特典として同ソフトのタイトルロゴを黒文字で小さくあしらった赤いバンダナ (本編中の「チビッコ」が「ド解線」の文字の入った革マル風赤ヘル・バンダナといういでたちであるところから) とドシン博の前売り入場券が付属していた。特に入場券にはミシン目が入れられ、そこにまたがるように「中止」の判が押されるなど細かい演出が施されていた。もちろん実際にドシン博の開催が企画・中止となったわけではなく、ゲーム内の雰囲気を楽しむための一種のジョークグッズ的な位置づけと言えよう。
ちなみに、GameWave番組内において、「このゲームの目的はチッコを集め、ドシンを解放すること、ではない。映画を見ることである」と発表された。

## 主な開発スタッフ
- ディレクター - 飯田和敏
- ゲームデザイン - 柴田賀盆
- ゲームシステムデザイン・メインプログラム - 八木澤知彦
- グラフィック - 博林隆夫
- 音楽 - 浅野達彦
- ソドルの声 - 相馬剛三
- 女性の声 - 緒川たまき